# Her Winning Way
Her Winning Way er en amerikansk stumfilm fra 1921 af Joseph Henabery.

## Medvirkende
- Mary Miles Minter som Ann Annington
- Gaston Glass som Harold Hargrave
- Carrie Clark Ward som Nora
- Fred Goodwins som Sylvester Lloyd
- Helen Dunbar som Mrs. Hargrave
- Grace Morse som Evangeline
- John Elliott som Mallon
- Omar Whitehead som Claude Gravat